# Matsumoto (Familienname)
Matsumoto (jap. 松本) ist ein japanischer Familienname. Bei einer Erhebung im Jahr 2008 war er in dieser Schreibweise der fünfzehnthäufigste Familienname in Japan. Eine weniger verbreitete Variante ist 松元.

## Herkunft und Bedeutung
Matsumoto ist entweder ein Wohnstätten- oder ein Herkunftsname. Als Wohnstättenname geht er auf die Bedeutung der japanischen Schriftzeichen 松 (dt. Kiefer) und 本 (dt. Ursprung oder Basis) zurück; er bezeichnete also Personen die an einem Kiefernbaum oder an einem Kiefernwald wohnten. Als Herkunftsname erfolgte die Benennung nach dem Siedlungsnamen Matsumoto, einer Stadt in der Präfektur Nagano.

## Namensträger
- Ayumu Matsumoto (* 1998), japanischer Fußballspieler
- Cazuo Matsumoto (* 1985), brasilianischer Tischtennisspieler
- Daiju Matsumoto (* 1977), japanischer Fußballspieler
- Daiki Matsumoto (* 1991), japanischer Fußballspieler
- Daisuke Matsumoto (Politiker) (* 1971), japanischer Politiker
- Daisuke Matsumoto (Fußballspieler) (* 1998), japanischer Fußballspieler
- Fujiya Matsumoto (1932–2022), japanischer Segelsportler
- Matsumoto Fūko (1840–1923), japanischer Maler
- Gyōji Matsumoto (1934–2019), japanischer Fußballspieler und -trainer
- Haruna Matsumoto (* 1993), japanische Snowboarderin
- Haruzō Matsumoto, japanischer Szenenbildner
- Hideto Matsumoto (1964–1998), japanischer Musiker
- Hidehiko Matsumoto (1926–2000), japanischer Jazzmusiker und Schauspieler
- Hikoshichirō Matsumoto (1887–1975), japanischer Zoologe und Paläontologe
- Hiroshi Matsumoto (Ingenieur) (* 1942), japanischer Luftfahrtingenieur
- Hiroshi Matsumoto (Jazzmusiker) (* um 1945), japanischer Jazzmusiker
- Hiroshi Matsumoto (Maler) (* 1953), japanischer Maler
- Hiroya Matsumoto (Schauspieler) (* 1986), japanischer Schauspieler
- Hiroya Matsumoto (Fußballspieler) (* 2000), japanischer Fußballspieler
- Hiroyuki Matsumoto (* 1989), japanischer Fußballspieler
- Hisato Matsumoto (* 1984), japanischer Schwimmer
- Hitoshi Matsumoto (* 1963), japanischer Comedian
- Matsumoto Ichiyō (1893–1952), japanischer Maler
- Ikuo Matsumoto (* 1941), japanischer Fußballspieler
- Izumi Matsumoto (1958–2020), japanischer Mangaka
- Matsumoto Jōji (1877–1954), japanischer Jurist
- Jon Matsumoto (* 1986), kanadischer Eishockeyspieler
- Matsumoto Jun (Mediziner) (1832–1907), japanischer Mediziner
- Jun Matsumoto (Politiker) (* 1950), japanischer Politiker
- Jun Matsumoto (Schauspieler) (* 1983), japanischer Schauspieler und Sänger
- Kanta Matsumoto (* 1998), japanischer Fußballspieler
- Kaori Matsumoto (* 1987), japanische Judoka
- Keiji Matsumoto (1949–2015), japanischer Automobilrennfahrer
- Keisuke Matsumoto (* 1988), japanischer Fußballspieler
- Kelly Matsumoto, US-amerikanische Filmeditorin
- Ken Matsumoto (* 1987), japanischer Fußballspieler
- Ken Tshizanga Matsumoto (* 2002), japanischer Fußballspieler
- Kenjiro Matsumoto (* 1943), japanischer Schwimmer
- Kenta Matsumoto (* 1997), japanischer Fußballspieler
- Kōhei Matsumoto (* 1994), japanischer Fußballspieler
- Matsumoto Kōshirō VIII. (1910–1982), japanischer Kabuki-Schauspieler
- Leiji Matsumoto (1938–2023), japanischer Mangaka und Regisseur
- Matsumoto Makoto (Mathematiker, 1920) (1920–2005), japanischer Mathematiker
- Matsumoto Makoto (Mathematiker, 1965) (* 1965), japanischer Mathematiker
- Masaya Matsumoto (* 1995), japanischer Fußballspieler
- Mayu Matsumoto (* 1995), japanische Badmintonspielerin
- Nagi Matsumoto (* 2001), japanischer Fußballspieler
- Nanako Matsumoto (* 1996), japanische Sprinterin
- Naomi Matsumoto (* 1968), japanische Softballspielerin
- Naoya Matsumoto (* 1997), japanischer Fußballspieler
- Norihiko Matsumoto (* 1944), japanischer Feldhockeyspieler
- Rei Matsumoto (* 1988), japanischer Fußballspieler
- Rica Matsumoto (* 1968), japanische Schauspielerin, Synchronsprecherin und Sängerin
- Ryōta Matsumoto (Fußballspieler, 1990) (* 1990), japanischer Fußballspieler
- Ryota Matsumoto (Fußballspieler, 2002) (* 2002), japanischer Fußballspieler
- Ryū Matsumoto (1951–2018), japanischer Politiker
- Ryūtarō Matsumoto (* 1986), japanischer Ringer
- Sayaka Matsumoto (* 1982), US-amerikanische Ringerin
- Matsumoto Seichō (1909–1992), japanischer Schriftsteller
- Matsumoto Shigeharu (1899–1989), japanischer Journalist
- Shingo Matsumoto (* 1978), japanischer Ringer
- Shin-ichi Matsumoto (1884–1984), japanischer Dermatologe
- Matsumoto Shisui (1887–1972), japanischer Maler
- Shō Matsumoto (* 1992), japanischer Fußballspieler
- Matsumoto Shun’ichi (1897–1987), japanischer Diplomat und Politiker
- Matsumoto Shunsuke (1912–1948), japanischer Maler
- Taishi Matsumoto (* 1998), japanischer Fußballspieler
- Taiyō Matsumoto (* 1967), japanischer Mangaka
- Takahiro Matsumoto (* 1961), japanischer Musiker
- Matsumoto Takashi (1906–1956), japanischer Schriftsteller
- Takashige Matsumoto (* 1908), japanischer Wasserballspieler
- Takatoshi Matsumoto (* 1983), japanischer Fußballspieler
- Takeaki Matsumoto (* 1959), japanischer Politiker
- Takuya Matsumoto (* 1989), japanischer Fußballspieler
- Temari Matsumoto, japanische Comiczeichnerin
- Tōru Matsumoto (* 1977), japanischer Badmintonspieler
- Tosh Matsumoto (1920–2010), US-amerikanischer Fotograf
- Toshio Matsumoto (Regisseur) (1932–2017), japanischer Filmregisseur
- Toshio Matsumoto (Schauspieler) (* 1975), japanischer Schauspieler und Tänzer
- Yasunori Matsumoto (* 1960), japanischer Synchronsprecher
- Yasushi Matsumoto (* 1969), japanischer Fußballspieler
- Yoshihiko Matsumoto (* 1981), japanischer Volleyballspieler
- Yōsuke Matsumoto (* 1990), japanischer Fußballspieler
- Yūki Matsumoto (* 1989), japanischer Fußballspieler
- Yukihiro Matsumoto (* 1965), japanischer Programmierer
- Yukino Matsumoto (* 1970), japanische Tischtennisspielerin
- Yukio Matsumoto (* 1944), japanischer Mathematiker
- Yūma Matsumoto (* 1999), japanischer Fußballspieler